# مجزرة نوفوتشركاسك

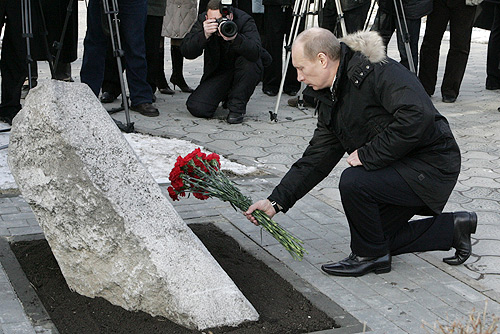
الرئيس الروسي فلاديمير بوتين يضع الزهور، في 1 فبراير 2008، على النصب التذكاري لضحايا المذبحة.

مجزرة نوفوتشركاسك هي أحداث مرتبطة بإضراب عمالي حدث في مصنع بناء قاطرات في نوفوتشركاسك، وهي مدينة في الجمهورية الروسية السوفيتية الاتحادية الاشتراكية، الاتحاد السوفيتي. الأحداث تحولت في نهاية المطاف إلى أعمال شغب من 1-2 يونيو 1962م، وأسفرت عن مقتل 26 من المتظاهرين، وعن جرح 87 أخرين على يد قوات الجيش السوفيتي.

## وصلات خارجية
- The Novocherkassk Tragedy, June 1-3 1962 - An eyewitness account of the strike leading up to the shootings.